# Fluviphylax zonatus
Fluviphylax zonatus és una espècie de peix de la família dels pecílids i de l'ordre dels ciprinodontiformes. Els adults poden assolir els 1,6 cm de longitud total del Brasil (Sud-amèrica).